# کالودمادا
کالودمادا (به لاتین: Kaludemada) یک منطقهٔ مسکونی در سری‌لانکا است که در استان مرکزی (سری‌لانکا) واقع شده‌است.